# Andraca theae
Andraca theae là một loài bướm đêm thuộc họ Endromidae. Loài này có ở Đài Loan và nam Trung Quốc.
Sải cánh của loài này dài 35–37 mm.
Ấu trùng ăn lá của Camellia tenuifolia và Camellia sinensis.

## Hình ảnh

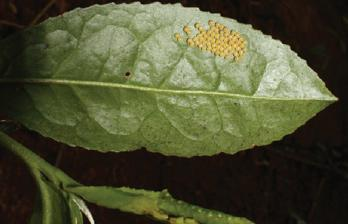
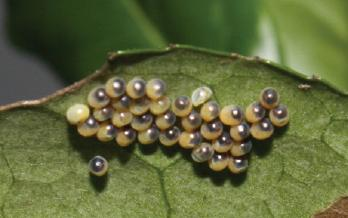
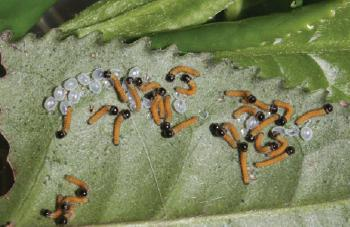
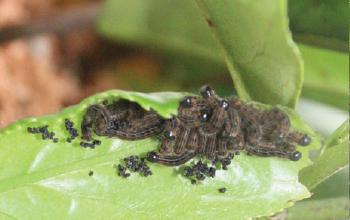
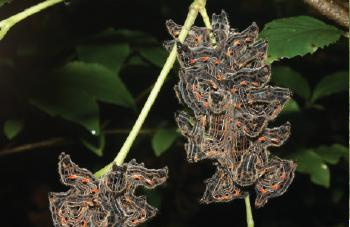
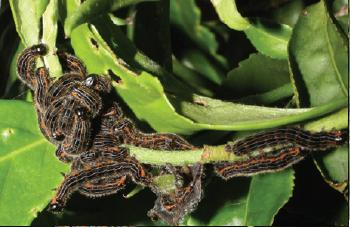
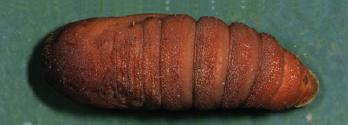
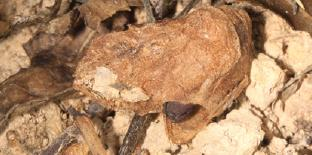